# Clematis pycnocoma
Clematis pycnocoma är en ranunkelväxtart som beskrevs av Wen Tsai Wang. Clematis pycnocoma ingår i släktet klematisar, och familjen ranunkelväxter. Inga underarter finns listade i Catalogue of Life.